# Beit Surik
Beit Surik (àrab: بيت سوريك, Bayt Sūrīk) és una vila palestina de la governació de Jerusalem, a Cisjordània, situada 12 kilòmetres al nord-oest de Jerusalem. Segons l'Oficina Central Palestina d'Estadístiques tenia 4.544 habitants el 2016.

## Història
El Beit Surik està situada en un antic lloc al cim d'un turó. S'han trobat fragments d'ordre corinti i un pis de mosaic, amb una inscripció dedicatòria en grec i es va excavar tabula ansata en part per LH Vincent en 1901.
L vila era coneguda com a Beit Surie durant les croades. Era un dels 21 llogarets donats pel rei Jofré com a feu al canonge de la Basílica del Sant Sepulcre. La vila també fou esmenada en fonts croades en els anys 1152 i posterior. Pel 1169 sembla que s'hi van establir colons «llatins» (és a dir, cristians). Com també apareix a les fonts croades com a típic nom àrab, s'ha suggerit que els croats es van establir en un poble musulmà.

### Època otomana
El poble va ser incorporat a l'Imperi Otomà en 1517 amb tota Palestina, i el 1596 va aparèixer en els registres d'impostos a la nàhiya de Jerusalem en el sandjak del mutasarrifat de Jerusalem. Tenia una població de 21 llars, totes musulmans. Els habitants del poble van pagar una taxa fixa del 33,3% sobre blat, ordi, olivera, vinya, fruiters, xarop, melassa i cabres i/o rusc, un total de 2.000 akçe.
En 1738 Richard Pococke assenyalà la vila, Bethsurick, quan passà entre Biddu (Bedou) i Beit Surik. En 1838 Beit Surik va ser considerada com un poble musulmà, situada a la zona de Beni Malik, a l'oest de Jerusalem.
L'explorador francès Victor Guérin va visitar el lloc el 1863, i es va adonar que hi havia una «bonica peça de muralla antiga», amb diverses capes, formades per grans pedres. Una llista oficial de pobles otomans del 1870 va mostrar que "Bet Surik" tenia un total de 32 cases i una població de 125, tot i que el nombre de població només incloïa homes.
En 1883 el Survey of Western Palestine (SWP) del Fons per a l'Exploració de Palestina va descriure Beit Surik com un «petit poble de pedra en una muntanya. A l'est, en una vall plana, hi ha una font amb llimona i altres arbres. El lloc sembla antic, hi ha tombes tallades a la vora de la deu.»
El 1896 es va estimar que la població de «Bet Surik» era d'unes 264 persones.

### Mandat Britànic de Palestina
En el cens de Palestina de 1922, dut a terme per les autoritats del Mandat Britànic, Bait Suriq tenia 352 musulmans, incrementats en el cens de 1931 a una població de 432 musulmans amb 87 cases.
En el cens de 1945 la població era de 480 musulmans, mentre que l'àrea total de terra era de 6.879 dúnams, segons un cens oficial de terra i població. D'aquests 581 eren per a plantacions i regadius, 1.827 per a cereals, mentre 33 dúnams eren sòl edificat.

### Després de 1948
Moltes dones i nens foren traslladats de Qastal a Beit Surik a finals de març de 1948. El 15 d'abril de 1948, el comandament Nahshon va emetre una sèrie d'ordres específiques: al Batalló 2 se li va ordenar «atacar amb l'objectiu d'aniquilació i destrucció i incendi» el poble de Beit Suriq.
La nit del 19 d'abril de 1948 el poble va ser atacat pel Palmah. La força atacant va ser comandada per Yosef Tabenkin, amb base a Jerusalem. Més endavant es van convertir en la Brigada Harel de l'exèrcit israelià. El poble estava envoltat per cinc companyies emboscades a les carreteres cap a Ramal·lah, Nabi Samuel i Biddu. Un grup format per cotxes blindats, una reserva de Davidka, el cap de l'operació es van apropar des de Jerusalem. La companyia que s'aproxima des de Castel va trobar un grup de prop de 30 homes armats que deixaven Beit Surik cap a l'est, però no els van involucrar. Es va iniciar una breu foc de morter al poble des de l'est. Quan va disparar un dels grups d'emboscada, van atacar i van prendre l'edifici de l'escola. El poble va ser ocupat poc després i els atacants només es defensaren amb un escàs foc de fusell. Tres patrulles van passar pel poble aclarint posicions enemigues mentre un destacament de sapadors va començar a demolir edificis. Alguns de la brigada van anar a capturar Biddu abans de l'alba. Van deixar Beit Surik destruïda en gran part.
Després de la Guerra araboisraeliana de 1948 i els acords d'armistici de 1949, Beit Surik va quedar sota un règim d'ocupació jordana. Des de la Guerra dels Sis Dies en 1967, Beit Surik ha romàs sota ocupació israeliana.

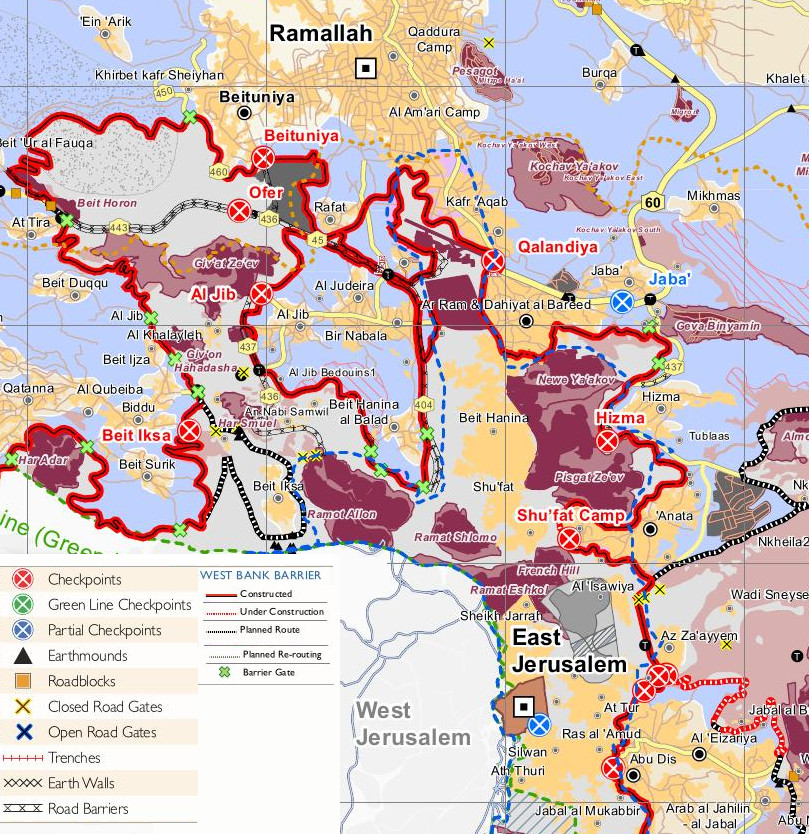
El mur al nord de Jerusalem, amb l'"enclavament de Biddu" a l'esquerra

El 1986 s'hi va construir l'assentament israelià de Har Adar. 456 dúnams de terra va ser confiscats a Beit Surik pel govern israelià amb aquesta finalitat.
El matí del 26 de setembre de 2017, un home armat palestí de Beit Surik, va disparar un guàrdia de seguretat israelià en un lloc de control a Har Adar, va matar 3 i ferir un.

#### Enclavament
Beit Surik amb unes altres nou viles palestines, Beit Duqqu, Beit 'Anan, Biddu (Jerusalem), Qatanna, al-Qubeiba, Beit Ijza, Kharayib Umm al Lahimand i at Tira formen l'"enclavament de Biddu" que segons Tanya Reinhart, estan empresonats darrere del Mur, tallada dels seus horts i terres de conreu que s'estan confiscant per formar les reserves immobiliàries del Corredor de Jerusalem i per crear una continuïtat territorial amb Guiv'at Ze'ev. L'enclavament estarà enllaçat amb Ramal·lah per passos inferiors i una carretera que es tanca a banda i banda. Des de l '"enclavament de Biddu", els palestins viatjaran per un camí tancat que passarà per un camí de circumval·lació fins a l'enclavament de Bir Nabala, després un segon pas subterrani sota la Carretera 443 a Ramal·lah. Una setmana abans que el Tribunal Internacional de Justícia va pronunciar la seva opinió, el Tribunal Suprem d'Israel va dictar una sentència sobre una franja de 40 quilòmetres del Mur en la qual va sostenir que, mentre que Israel com a Potència ocupant tenia dret a construir el Mur per garantir la seguretat, les seccions substancials del Mur imposaven greus dificultats als palestins i havien de ser reestructurades. D'"El cas Beit Sourik (HCJ 2056/04)" de 30 de juny de 2004, les normes de proporcionalitat entre la seguretat israeliana i la lesió als residents palestins van ser fixades per la sentència de la Cort Suprema d'Israel. El "Mur" que Israel està construint actualment al territori palestí va ser detingut per la Cort Internacional com a contrari al dret internacional per la Cort Internacional de Justícia el 9 de juliol de 2004. La Cort Internacional va declarar que Israel està obligat a suspendre la construcció del Mur i desmantellar-lo immediatament. En la seva opinió consultiva, el Tribunal va rebutjar una sèrie d'arguments jurídics formulats per Israel relatius a l'aplicabilitat del dret humanitari i la llei dels drets humans. En particular, la Cort Internacional va declarar que els assentaments israelians eren il·legals. El Govern israelià va anunciar que no complirà amb l'opinió consultiva de la Cort Internacional de Justícia. El Govern israelià ha indicat que s'ajustarà a la decisió del seu propi Tribunal Superior pel que fa a les seccions del Mur encara per construir, però no pel que fa a les seccions completes del Mur. La població palestina ha dit: "El mur de la mort mata la vida quotidiana. Ens separa dels nostres pobles i hisendes".

## Folklore
Tawfiq Canaan va escriure en 1927 la història de Telah, un weli local.